# کان گنجشکی
کان گنجشکی یکی از روستاهای قدیمی بخش قلعه تل می باشد

## جمعیت
این روستا در دهستان قلعه تل قرار دارد و براساس سرشماری مرکز آمار ایران در سال ۱۳۸۵، جمعیت آن 349 نفر (73خانوار) بوده‌است.